# Bereśnik (Pieniny)
Bereśnik (760 m) – bezleśne wzgórze w orograficznie lewych zboczach doliny Białej Wody w miejscowości Jaworki w Małych Pieninach. Znajduje się pomiędzy Smolegową Skałą a górą Skalskie. Wysokość względna Bereśnika nad dnem Białej Wody wynosi około 150 m.
Dawniej całe wzgórze stanowiło pola uprawne nieistniejącej już, zamieszkiwanej przez Łemków miejscowości Biała Woda. Nazwa wzniesienia pochodzi od słowa bereza w łemkowskim języku oznaczającego brzozę lub las brzozowy. Mieszkańcy Białej Wody zostali po II wojnie światowej wysiedleni, a na polach Bereśnika obecnie wypasa się owce. Widoczne są jeszcze dawne poletka uprawne oddzielone rzędami miedz.
Bereśnik znajduje się w miejscowości Jaworki w województwie małopolskim, w powiecie nowotarskim, w gminie miejsko-wiejskiej Szczawnica. Nie prowadzi przez niego żaden znakowany szlak turystyczny, ale z doliny Białej Wody, tuż po wschodniej stronie Smolegowej Skały odchodzi przez kładkę nieznakowana ścieżka, która dalej gruntową drogą prowadzi na Bereśnik do bacówki, w której są wyrabiane i sprzedawane wyroby z owczego sera.

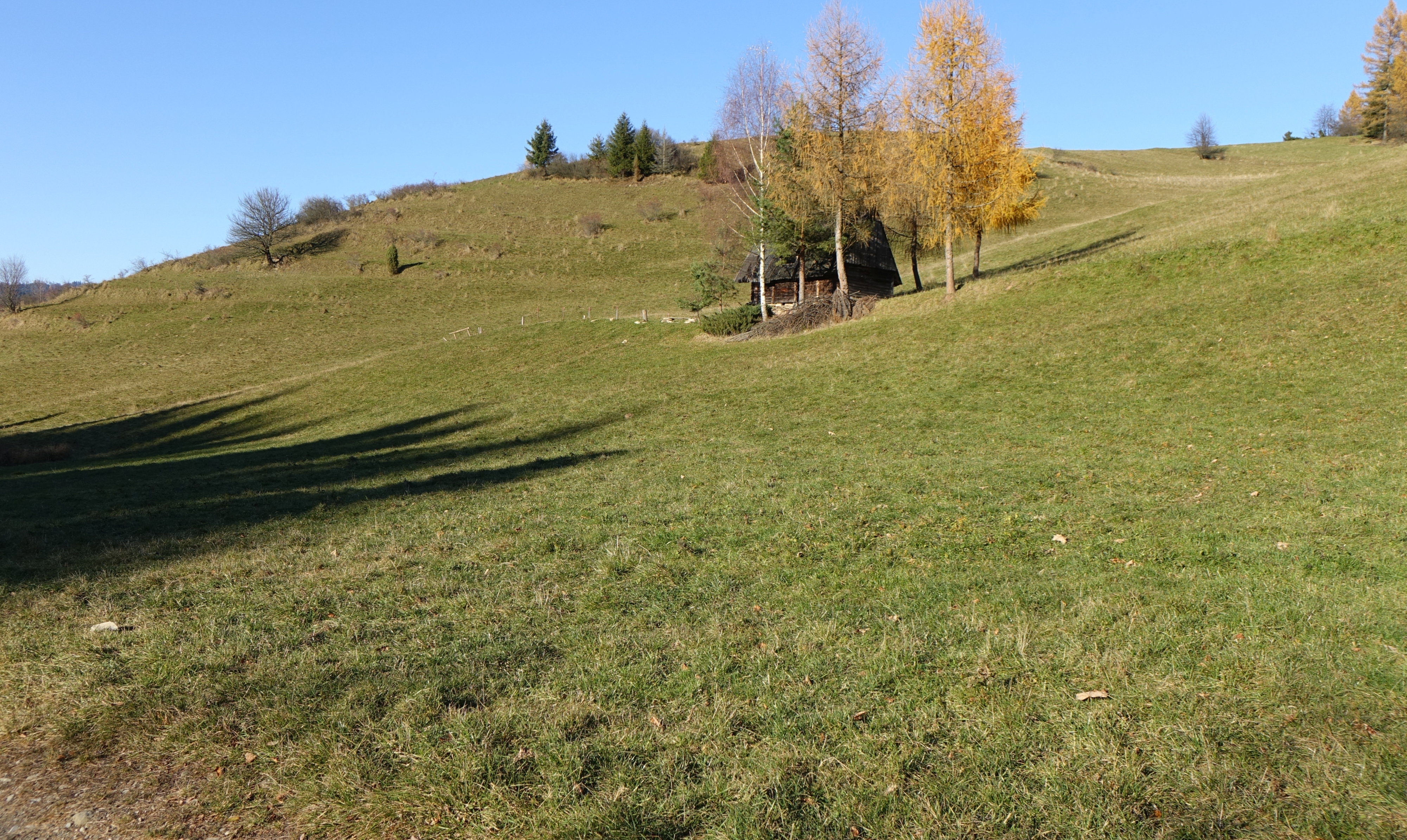
Bereśnik od strony doliny Skalskie